# Ковзанярський спорт на зимових Олімпійських іграх 2018
Змагання з ковзанярського спорту на зимових Олімпійських іграх 2018 в Пхьончхані проходили з 10 по 24 лютого на Олімпійському овалі міста Каннин.
У рамках змагань розіграно 14 комплектів нагород. У порівнянні з Іграми 2014 року в програму були додані змагання в мас-старті у чоловіків і жінок. Вперше на Олімпійських іграх у ковзанярському спорті виступили представники 27 країн. Попередній рекорд був встановлений 1998 року, коли за десять комплектів нагород боролися спортсмени з 25 країн.

## Кваліфікація
У цілому квота МОК містить 180 доступних місць для спортсменів. Кожен Національний олімпійський комітет може бути представлений максимум 20-ма спортсменами (по 10 чоловіків і жінок), при цьому на кожній дистанції країну можуть представляти не більше 3 ковзанярів.

## Розклад
Увесь час (UTC+9).
| День    | Дата      | Час           | Змагання                        |
| ------- | --------- | ------------- | ------------------------------- |
| День 1  | 10 лютого | 20:00 — 21:55 | 3000 метрів (жінки)             |
| День 2  | 11 лютого | 16:00 — 18:40 | 5000 метрів (чоловіки)          |
| День 3  | 12 лютого | 21:30 — 23:15 | 1500 метрів (жінки)             |
| День 4  | 13 лютого | 20:00 — 21:50 | 1500 метрів (чоловіки)          |
| День 5  | 14 лютого | 19:00 — 20:45 | 1000 метрів (жінки)             |
| День 6  | 15 лютого | 20:00 — 22:10 | 10 000 метрів (чоловіки)        |
| День 7  | 16 лютого | 20:00 — 21:35 | 5000 метрів (жінки)             |
| День 9  | 18 лютого | 20:00 — 22:00 | Гонка переслідування (чоловіки) |
| День 9  | 18 лютого | 20:00 — 22:00 | 500 метрів (жінки)              |
| День 10 | 19 лютого | 20:00 — 22:00 | Гонка переслідування (жінки)    |
| День 10 | 19 лютого | 20:00 — 22:00 | 500 метрів (чоловіки)           |
| День 12 | 21 лютого | 20:00 — 23:00 | Гонка переслідування (чоловіки) |
| День 12 | 21 лютого | 20:00 — 23:00 | Гонка переслідування (жінки)    |
| День 14 | 23 лютого | 19:00 — 20:55 | 1,000 метрів (чоловіки)         |
| День 15 | 24 лютого | 20:00 — 23:00 | Мас-старт (чоловіки)            |
| День 15 | 24 лютого | 20:00 — 23:00 | Мас-старт (жінки)               |

## Чемпіони та медалісти

### Таблиця медалей
| Місце | Країна                             | Золото | Срібло | Бронза | Загалом |
| ----- | ---------------------------------- | ------ | ------ | ------ | ------- |
| 1     | Нідерланди (NED)                   | 7      | 4      | 5      | 16      |
| 2     | Японія (JPN)                       | 3      | 2      | 1      | 6       |
| 3     | Норвегія (NOR)                     | 2      | 1      | 1      | 4       |
| 4     | Південна Корея (KOR)               | 1      | 4      | 2      | 7       |
| 5     | Канада (CAN)                       | 1      | 1      | 0      | 2       |
| 6     | Чехія (CZE)                        | 0      | 1      | 1      | 2       |
| 7     | Бельгія (BEL)                      | 0      | 1      | 0      | 1       |
| 8     | Китай (CHN)                        | 0      | 0      | 1      | 1       |
| 8     | Італія (ITA)                       | 0      | 0      | 1      | 1       |
| 8     | Спортсмени-олімпійці з Росії (OAR) | 0      | 0      | 1      | 1       |
| 8     | США (USA)                          | 0      | 0      | 1      | 1       |
|       | Усього                             | 14     | 14     | 14     | 42      |

### Чоловіки
| Дисципліна                    | Золото                                                                                  | Золото      | Срібло                                                  | Срібло   | Бронза                                                            | Бронза   |
| ----------------------------- | --------------------------------------------------------------------------------------- | ----------- | ------------------------------------------------------- | -------- | ----------------------------------------------------------------- | -------- |
| 500 метрів                    | Говард Гольмефйорд Лорентцен · Норвегія                                                 | 34.41 OR    | Чха Мін Гю · Південна Корея                             | 34.42    | Гао Тін'юй · Китай                                                | 34.65    |
| 1000 метрів                   | К'єлд Нойс · Нідерланди                                                                 | 1:07.95     | Говард Гольмефйорд Лорентцен · Норвегія                 | 1:07.99  | Кім Тхе Юн · Південна Корея                                       | 1:08.22  |
| 1500 метрів                   | К'єлд Нойс · Нідерланди                                                                 | 1:44.01     | Патрік Руст · Нідерланди                                | 1:44.86  | Кім Мін Сок · Південна Корея                                      | 1:44.93  |
| 5000 метрів                   | Свен Крамер · Нідерланди                                                                | 6.09.76 OR  | Тед-Ян Блумен · Канада                                  | 6.11.616 | Сверре Лунде Педерсен · Норвегія                                  | 6.11.618 |
| 10 000 метрів                 | Тед-Ян Блумен · Канада                                                                  | 12:39.77 OR | Йорріт Бергсма · Нідерланди                             | 12:41.98 | Нікола Тумолеро · Італія                                          | 12:54.32 |
| Мас-старт                     | Лі Син Хун · Південна Корея                                                             | 60          | Барт Свінгс · Бельгія                                   | 40       | Кун Вервей · Нідерланди                                           | 20       |
| Командна гонка переслідування | Норвегія (NOR) Говард Бекко Сімен Спілер Нільсен Сверре Лунде Педерсен Сіндре Генріксен | 3:37.32     | Південна Корея (KOR) Лі Син Хун Чон Чхе Вон Кім Мін Сок | 3:38.52  | Нідерланди (NED) Кун Вервей Патрік Руст Свен Крамер Ян Блокгюйсен | 3:38.40  |

### Жінки
| Дисципліна                    | Золото                                                     | Золото     | Срібло                                                                     | Срібло  | Бронза                                                               | Бронза  |
| ----------------------------- | ---------------------------------------------------------- | ---------- | -------------------------------------------------------------------------- | ------- | -------------------------------------------------------------------- | ------- |
| 500 метрів                    | Кодайра Нао · Японія                                       | 36.94 OR   | Лі Сан Хва · Південна Корея                                                | 37.33   | Кароліна Ербанова · Чехія                                            | 37.34   |
| 1000 метрів                   | Йорін тер Морс · Нідерланди                                | 1:13.56 OR | Кодайра Нао · Японія                                                       | 1:13.82 | Такаґі Міхо · Японія                                                 | 1:13.98 |
| 1500 метрів                   | Ірен Вюст · Нідерланди                                     | 1:54.35    | Такаґі Міхо · Японія                                                       | 1:54.55 | Марріт Ленстра · Нідерланди                                          | 1:55.26 |
| 3000 метрів                   | Карлейн Ахтеректе · Нідерланди                             | 3:59.21    | Ірен Вюст · Нідерланди                                                     | 3:59.29 | Антуанетте де Йонг · Нідерланди                                      | 4:00.02 |
| 5000 метрів                   | Есме Віссер · Нідерланди                                   | 6:50.23    | Мартіна Сабликова · Чехія                                                  | 6:51.85 | Наталія Вороніна · Спортсмени-олімпійці з Росії                      | 6:53.98 |
| Мас-старт                     | Такаґі Нана · Японія                                       | 60         | Кім Бо Рим · Південна Корея                                                | 40      | Ірене Схаутен · Нідерланди                                           | 20      |
| Командна гонка переслідування | Японія (JPN) Такаґі Міхо Кікуті Аяка Сато Аяно Такаґі Нана | 2:53.89 OR | Нідерланди (NED) Марріт Ленстра Лотте ван Бек Ірен Вюст Антуанетте де Йонг | 2:55.48 | США (USA) Гезер Бергсма Бріттані Боу Мія Манганелло Карлейн Схаутенс | 2:59.27 |

## Країни-учасниці
У змаганнях з ковзанярського спорту на Олімпійських іграх у Пхьончхані взяли участь спортсмени 29-ти країн.
- Австралія (1)
- Австрія (2)
- Білорусь (4)
- Бельгія (3)
- Канада (19)
- Китай (13)
- Китайський Тайбей (3)
- Колумбія (2)
- Чехія (3)
- Данія (3)
- Естонія (2)
- Фінляндія (3)
- Франція (1)
- Німеччина (9)
- Угорщина (1)
- Італія (9)
- Японія (16)
- Казахстан (6)
- Латвія (1)
- Нідерланди (20)
- Нова Зеландія (3)
- Норвегія (9)
- Спортсмени-олімпійці з Росії (4)
- Польща (14)
- Румунія (1)
- Південна Корея (16)
- Швеція (1)
- Швейцарія (2)
- США (13)